# The Whole Truth (La Dimensió Desconeguda)
"The Whole Truth" és el catorzè episodi de la segona temporada, i el 50è total de la sèrie de televisió d'antologia La Dimensió Desconeguda. Es va emetre originalment el 20 de gener de 1961 a CBS. Va ser un dels sis episodis de la segona temporada que es va rodar en cinta de vídeo en un experiment en directe a curt termini per reduir costos.

## Narració d'obertura
| « | Aquest, com ja ha proclamat la pancarta, és el Sr. Harvey Hunnicut, un expert en comerç i estafa, un negociant descarat, brillant i carregat de robatoris que, quan el bon Déu va passar per una consciència, devia haver marxat a prendre una cervesa i haver perdut. I aquests són un parell de personatges més de la nostra història: un home ancià petit i un cotxe Model A, però no un vell qualsevol i no un model One qualsevol. Hi ha alguna cosa molt especial entre ells dos. De fet, en pocs moments, li donaran a Harvey Hunnicut alguna cosa que mai havia experimentat abans. A través dels bons oficis d'una mica de màgia, es descarregarà sobre el Sr. Hunnicut la necessitat absoluta de dir la veritat. Exactament d'on provenen és una conjectura, però pel que fa a on es mouen, ho sabem, perquè tots -i tu- estem a la vora de la Dimensió Desconeguda. | » |

## Argument
El concessionari del venedor de cotxes usats de Glib, Harvey Hunnicut, rep la visita d'un senyor gran que s'ofereix a vendre el seu cotxe d'època Ford Model A per un preu molt baix. Tot i que és curiós, Harvey ho accepta, i només després de signar la documentació i transferir la propietat, l'home gran admet que l'antic Ford està embruixat. Rient, Hunnicut accepta el cotxe, amb la intenció de desfer-se’n ràpidament.
Per la seva consternació, s'adona que ja no és capaç de mentir. Li diu a una parella jove, possibles compradors, que tots els cotxes del seu solar són lemons i que haurien de comprar-los a un distribuïdor de bona reputació. Quan li explica a la seva dona per què se'n va tard a casa, li diu que té la intenció de jugar al pòquer amb els seus amics, que és el que sempre fa quan li diu que està "fent inventari". Quan l'Irv, el seu empleat, li pregunta sobre l'augment que li van prometre, Harvey confessa que sempre ha enganyat els seus treballadors sense donar-li mai augments. Irv colpeja Harvey i marxa.
Hunnicut conclou que la seva vida útil depèn de la seva capacitat per treure's aquesta càrrega sobrenatural. Ha rebut la visita de l'honest Luther Grimbley, un polític que es presenta a la reelecció, que mostra interès pel cotxe embruixat malgrat els seus defectes. Gairebé el compra, però Harvey es veu obligat a parlar-li de la maledicció del cotxe, i Grimbley admet obertament que perdria la feina si no pogués mentir. Quan la resposta brutalment honesta d'en Harvey sobre la resta de cotxes del solar convenç a Grimbley que la maledicció és real, suggereix vendre el cotxe a una altra persona que s'ha guanyat la vida amb mentides mostrant-li una història d'un diari sobre els EUA fent d'amfitrió de la visita del líder de la soviètic Nikita Khrusxov. Suposant que, com a tots els estats totalitaris, la Unió Soviètica manté la seva existència com un teixit de mentides, Hunnicut truca a l'ambaixada soviètica i convenç als seus representants de visitar el seu concessionari. En ser absolutament mig cert, ven el cotxe com una eina potencial de propaganda anti-estatunidenca, exemplificant el treball en automòbils dels Estats Units com a dolent i obsolet.
En l'escena final, sembla que Hunnicut està a punt de canviar el curs de la història perquè el passatger que mira la venda des de la limusina de l'ambaixada ara té el seu nom en el paper com a propietari del vehicle embruixat. Sembla que no és altre que Krusxov. Hunnicut telefona a Washington i li pregunta si podria parlar amb "Jack Kennedy".

## Narració de cloenda
| « | No passaria, dius? Descabellat? Sortida? Inclinació descentrada? Possible. Però la propera vegada que compreu un cotxe, si sembla que acaba de passar per la batalla del Marne i el venedor està disposat a llançar totes les armes al negoci, tingueu especial cura d'explicar al cap el funeral de la vostra àvia, quan actualment esteu a Chavez Ravine veient els Dodgers. Serà un fet que sou l'orgullós propietari d'un instrument real -fabricat i distribuït per un distribuïdor exclusiu- a La Dimensió Desconeguda. | » |

## Repartiment
- Jack Carson com a Harvey Hunnicut
- Loring Smith com l'honest Luther Grimbley
- George Chandler com a cotxe expenedor antic
- Jack Ging com a jove comprador de cotxes
- Nan Peterson com a jove dona compradora de cotxes
- Arte Johnson com a Irv
- Patrick Westwood com a ajuda del primer ministre
- Lee Sabinson com a el primer ministre

## Producció
"The Whole Truth" va ser un dels sis episodis de "La Dimensió Desconeguda" rodats en cinta de vídeo en lloc de pel·lícula per intentar reduir costos. El novembre de 1960, la segona temporada de La Dimensió Desconeguda ja havia emès cinc episodis i n'havia acabat de filmar 16. No obstant això, amb un cost d'uns 65.000 dòlars per episodi, el programa estava superant el seu pressupost. Com a resultat, es van gravar sis episodis consecutius (codi de producció #173-3662 a #173-3667) a CBS Television City i finalment es van transferir a una pel·lícula de 16 mil·límetres ["kinescopiats"] per a retransmissions sintetitzades. . L'estalvi total en edició i cinematografia sumat a uns 30.000 dòlars per a les sis entrades no era suficient per justificar la pèrdua de profunditat de la perspectiva visual, cosa que va fer que els programes semblessin drames de televisió en directe rodats a l'escenari (p. ex., Playhouse 90, també produït a CBS). L'experiment es va lamentar com un fracàs i mai més es va intentar.
John F. Kennedy va jurar com el 35è president dels Estats Units hores abans que aquest episodi s'emetís originalment. La línia final de Jack Carson va ser una de les poques vegades que es va esmentar un president actual durant un episodi de La Dimensió Desconeguda.
A l’adaptació al radiodrama Twilight Zone d'aquest episodi, el personatge del primer ministre soviètic va ser substituït per un emir de l'Orient Mitjà.